# Weste

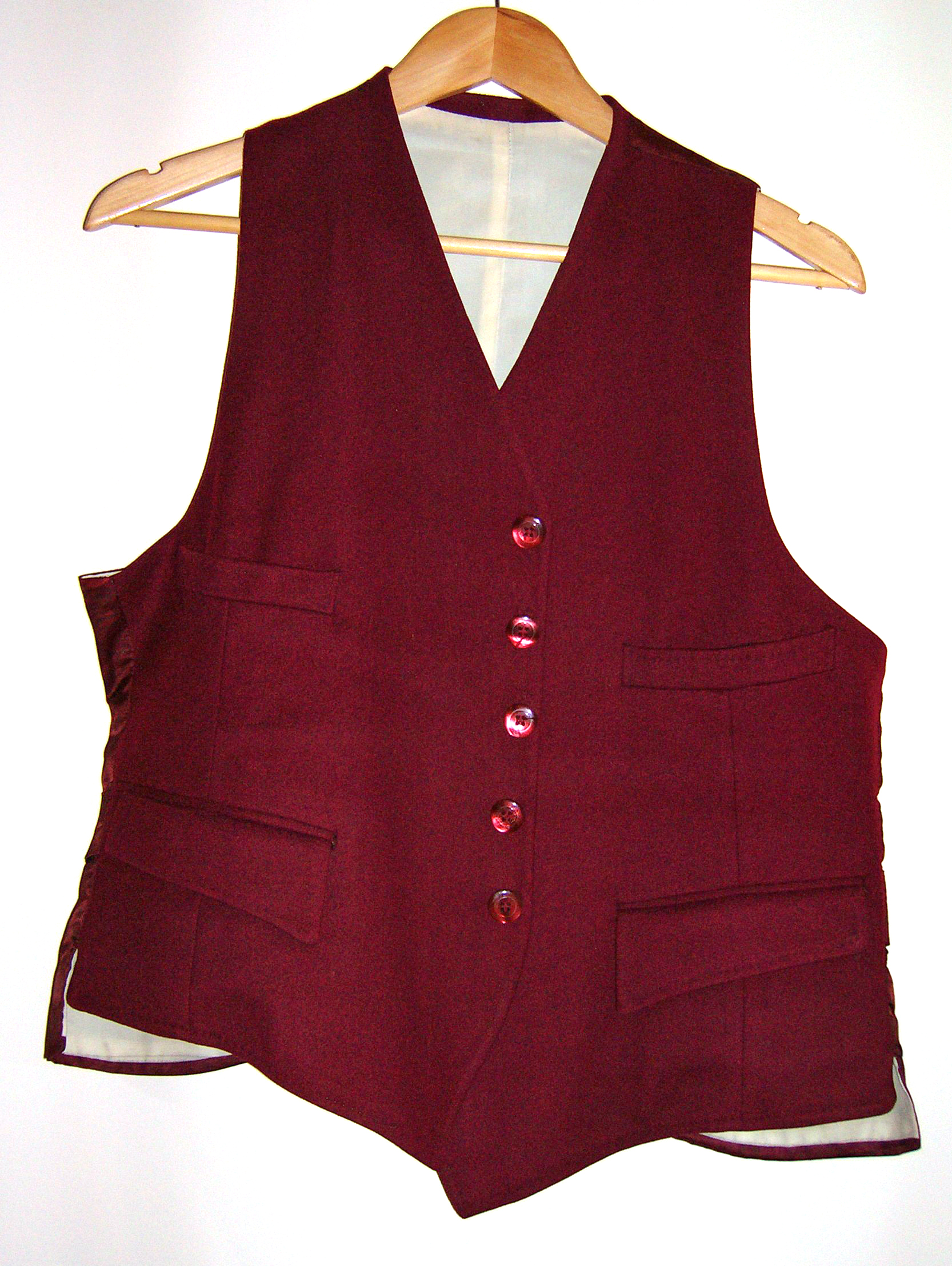
Klassische Herrenweste

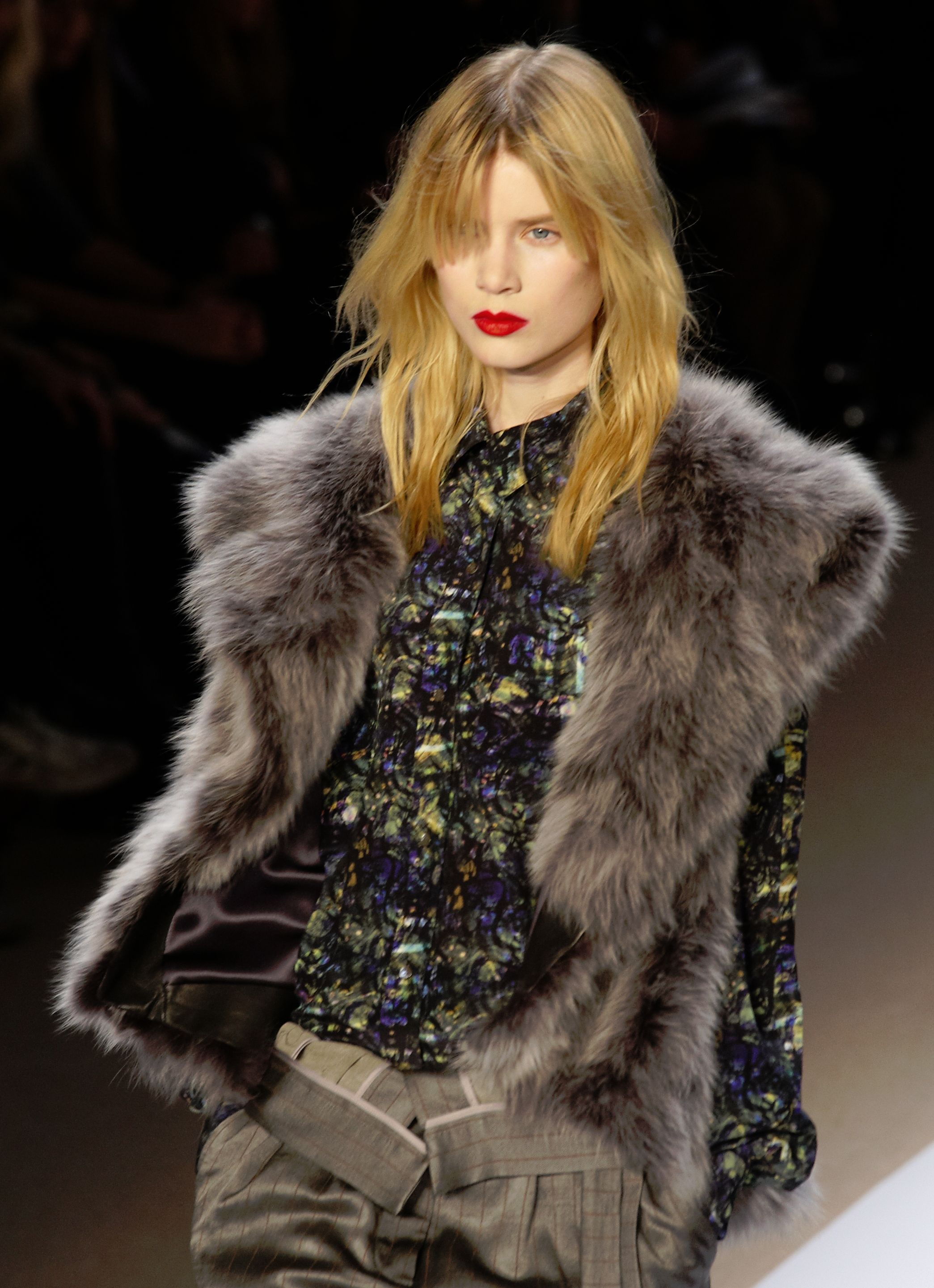
Fuchsfellweste (Richard Chai, 2010)

Das Kleidungsstück Weste (in Österreich, Liechtenstein, Bayern und der Schweiz auch: Gilet) gehört zur Oberbekleidung. Es ist eine ärmellose taillenlange Jacke, die meist über einem anderen Kleidungsstück getragen wird, oft einem Oberhemd. In der Modebranche wird die längere Damenvariante auch als Chasuble bezeichnet.
Westen bestehen aus unterschiedlichen Stoffen. Es gibt zum Beispiel Leder-, Leinen-, Woll- und auch Strick- und Steppwesten. Beim dreiteiligen Herrenanzug besteht die Westenvorderseite aus dem gleichen Material wie der gesamte Anzug, die Rückenseite hingegen aus Futterstoff. Bei festlichen Anzügen (Smoking) und als Frackweste kann die Weste auch kontrastfarbig oder bunt sein.
Eine Weste wird üblicherweise vorn geknöpft, wobei bei der Anzugsweste der unterste Knopf offen bleiben kann. Auf der Vorderseite hatte die bürgerliche Weste vier, später auch zwei kleine Taschen, ursprünglich oft zum Einstecken der an einer Uhrkette getragenen Taschenuhr. Zum zweireihigen oder hochgeschlossenen einreihigen Sakko wird üblicherweise keine Weste getragen, da sie nicht zu sehen wäre.
Eine weitere Art stellen die Langarmwesten dar. Langarmwesten, können auch als Strickjacken oder Pulloverwesten bezeichnet werden. Diese bieten zusätzliche Armbedeckung im Vergleich zu herkömmlichen ärmellosen Westen.
Eine relativ neue Entwicklung sind Westen im legeren Freizeitlook für Männer und Frauen, die als Übergangsbekleidung im Herbst und Frühling getragen werden.

## Funktionsweste
Einige Kleidungsstücke, die spezielle Funktionen erfüllen, haben die Form einer Weste, da dies die einfachste Form ist, um den kompletten Oberkörper zu umschließen und somit eine große Fläche zu schützen.
Die bekannteste Funktionsweste ist die im 19. Jahrhundert anstelle der Livree entstandene Dienerweste, schwarz-weiß längsgestreift, mit schwarzem Rücken und Ärmeln und mindestens vier Taschen, um Utensilien wie Schlüssel, Feuerzeug oder ähnliches aufzunehmen.
- Die Warnweste verbessert die Sichtbarkeit von Personen, beispielsweise im Straßenverkehr.
- Die Rettungsweste hält den Kopf über Wasser und erhöht ebenfalls die Sichtbarkeit.
- Die beschusshemmende Weste schützt lebenswichtige Organe vor Waffen und Geschossen.
- Die Tarnweste hilft Soldaten und Jägern, unentdeckt zu bleiben.
- Durch eine Tarierweste können Taucher ihren Auftrieb im Wasser regulieren.
- Beim Fechten wird eine sogenannte E-Weste getragen, um Treffer zu ermitteln. Neuartige Westen zeigen sogar Treffer in Videospielen an.
- Einige Westenarten sind hauptsächlich durch ihre vielen Taschen nützlich, z. B. die Safariweste oder die Anglerweste.
- Die Kennzeichnungsweste, vielfach bei Feuerwehren und anderen Rettungsorganisationen eingesetzt, hat erweiterte Fächer und Taschen für Funkgeräte und Zubehör.
- Kletterweste für Bergsteiger
- Airbag-Weste für Motorradfahrer, die den Airbag bei einem Sturz automatisch auslöst und die Gefahr schwerer Prellverletzungen und Brüche vermindert.

Süddeutsche und österreichische Definition von Weste
In einigen süddeutschen Regionen, hauptsächlich im Saarland, in Teilen von Rheinland-Pfalz und Schwaben, in der Oberpfalz, in Niederbayern, in Baden und in Österreich bezeichnet man langärmlige Sweatshirts, die einen durchgehenden Reißverschluss aufweisen und aus einem für Sweatshirts untypischen dickeren Material gefertigt werden, als Weste. Der Kreativität sind in Sachen Anzahl der Knöpfe und Taschen, Kapuze oder Material keine Grenzen gesetzt.

## Geschichte
Die Weste wurde um 1675 als Unterjacke zu einem Justaucorps getragen und entstand aus dem Wams. War sie anfangs meist noch mit Ärmeln ausgestattet, wurde sie im frühen 18. Jahrhundert zu einer knielangen Schoßweste. Ab Mitte des 18. Jahrhunderts war sie fast immer ärmellos und nur noch hüftlang; am Ende des Jahrhunderts endete sie auf Höhe der Taille.
Noch bis ins frühe 20. Jahrhundert gehörte die Weste fast zwingend zum Männeranzug.
Die Tradition, bei einer Anzugweste den untersten Knopf offen zu lassen, hat angeblich Eduard VII. von Großbritannien begründet. Böse Zungen sagen ihm nach, dass er wegen seines Übergewichts stets den untersten Knopf offen gelassen habe. Aufgrund seiner Königswürde sei dies als Mode von seinen Untertanen übernommen worden.
Die Redensart, dass jemand eine weiße Weste hat, sagt aus, der Betreffende sei an einem Geschehen unschuldig. Als Urheber dieses Spruches gilt Otto von Bismarck.